# Nemzetközi Bokszszövetség
Nemzetközi Bokszszövetség (IBF) (International Boxing Federation) egyike a világszerte elismert ökölvívó világszervezeteknek.
| Súlycsoport:   | Bajnok:              | Cím megszerzésének dátuma: |
| -------------- | -------------------- | -------------------------- |
| Szalmasúly     | Daniel Valladares    | 2022. július 1.            |
| Kislégsúly     | Sivenathi Nontshinga | 2022. szeptember 3.        |
| Légsúly        | Sunny Edwards        | 2021. április 30.          |
| Kisharmatsúly  | Fernando Martínez    | 2022. február 26.          |
| Harmatsúly     | Naoya Inoue          | 2019. május 18.            |
| Kispehelysúly  | Murodjon Akhmadaliev | 2020. január 30.           |
| Pehelysúly     | Luis Alberto Lopez   | 2022. december 10.         |
| Nagypehelysúly | Shavkat Rakhimov     | 2022. november 5.          |
| Könnyűsúly     | Devin Haney          | 2022. április 4.           |
| Kisváltósúly   | betöltetlen          |                            |
| Váltósúly      | Errol Spence Jr.     | 2017. május 27.            |
| Nagyváltósúly  | Jermell Charlo       | 2020. szeptember 26.       |
| Középsúly      | Gennagyij Golovkin   | 2019. május 4.             |
| Nagyközépsúly  | Saul Álvarez         | 2021. november 6.          |
| Félnehézsúly   | Artur Beterbijev     | 2017. november 11.         |
| Cirkálósúly    | Jai Opetaia          | 2022. július 2.            |
| Nehézsúly      | Oleksandr Usyk       | 2021. szeptember 25.       |

## Más fontosabb ökölvívó világszervezetek
- WBA (World Boxing Association = Bokszvilágszövetség)
- WBC (World Boxing Council = Bokszvilágtanács)
- WBO (World Boxing Organization = Bokszvilágszervezet)
- WPBF (World Professional Boxing Federation = Profi Bokszvilágszövetség)